# Référentiel méthodologique
 (mars 2019).
Si vous disposez d'ouvrages ou d'articles de référence ou si vous connaissez des sites web de qualité traitant du thème abordé ici, merci de compléter l'article en donnant les références utiles à sa vérifiabilité et en les liant à la section « Notes et références ».
Un référentiel méthodologique est un ensemble structuré de recommandations ou de bonnes pratiques utilisées, de définitions et de méthodes liées à un champ de pratique spécifique.
Il ne contient pas d'information d'exploitation ou de production, mais il contient plutôt les procédés ou les méthodes de production.
Un référentiel méthodologique peut servir de cadre méthodologique ou de corpus.